# Натали, Андреа
Андреа Натали (итал. Andrea Natali; родился 28 января 2008) — итальянский футболист, центральный защитник немецкого клуба «Байер 04».

## Клубная карьера
Натали — воспитанник академий «Милана», «Эспаньола» и «Барселоны».

## Карьера в сборной
Выступал за сборные Италии до 15, до 16 и до 17 лет.
В 2024 году сыграл на победном для Италии чемпионате Европы среди юношей до 17 лет.

## Достижения
Сборная Италии (до 17 лет)
- Чемпион Европы до 17 лет: 2024